# Фабиан, Йозеф
Йозеф Фабиан (чеш. Josef Fabián; 10 мая 1815, Вшетаты (чеш. Všetaty) под Раковником — 10 января 1882) — чешский богослов.

## Биография
Рукоположен в сан священника в 1840 г., учился на викария в архиепископской семинарии в Праге, затем работал там же вице-ректором. В 1852 г. получил приход в Тржеборадице. Вследствие душевной болезни в 1874 г. был почислен на покой, вернулся в родные Вшетаты, затем жил в деревне Крпы близ Ржепина. В родной деревне считается знаменитым жителем.
Автор труда Jádro katolického náboženství pro dospělejší mládež a pěstouny její (Прага, 1851), являющегося наиболее известной его работой.
Брат его Ян Непомук Фабиан (1807—1861) также был священником и автором богословских сочинений.

## Труды
- Josef Fabian. Jádro katolického náboženství : pro dospělejší mládež a pěstouny její. — Praha: A. C. Kronberger, 1851. — Т. 1: Věrosloví. — 122 с.
- Josef Fabian. Jádro katolického náboženství : pro dospělejší mládež a pěstouny její. — Praha: A. C. Kronberger, 1851. — Т. 2: Spaso- a mravosloví. — 176 с.